# 주니코역
주니코역(일본어: 十二湖駅)은 일본 아오모리현 니시쓰가루군 후카우라정에 위치한 동일본 여객철도 고노 선의 철도역이다. 단선 승강장 1면 1선의 구조를 갖춘 지상역이다.

## 역 주변
- 국도 제101호선
- 주니 호

## 역사
- 1959년 9월 15일 : 일본국유철도의 가정거장으로서 니시쓰가루 군 이와사키 촌에 개업.
- 1987년 4월 1일 : 일본국유철도 분할 민영화에 의해, 동일본 여객철도가 승계.
- 1988년 2월 1일 : 연중영업역으로 전환.
- 2005년 3월 19일 : 신 역사 사용을 개시.
- 2010년 4월 1일 : 후카우라역에서 고쇼가와라 역으로 관리역을 변경.

## 인접 역
| 동일본 여객철도 고노 선    | 동일본 여객철도 고노 선 | 동일본 여객철도 고노 선  |
| -------------------------- | ----------------------- | ------------------------ |
| 마쓰카미 히가시노시로 방면 | 고노 선                 | 무쓰이와사키 가와베 방면 |